# Esportes subaquáticos

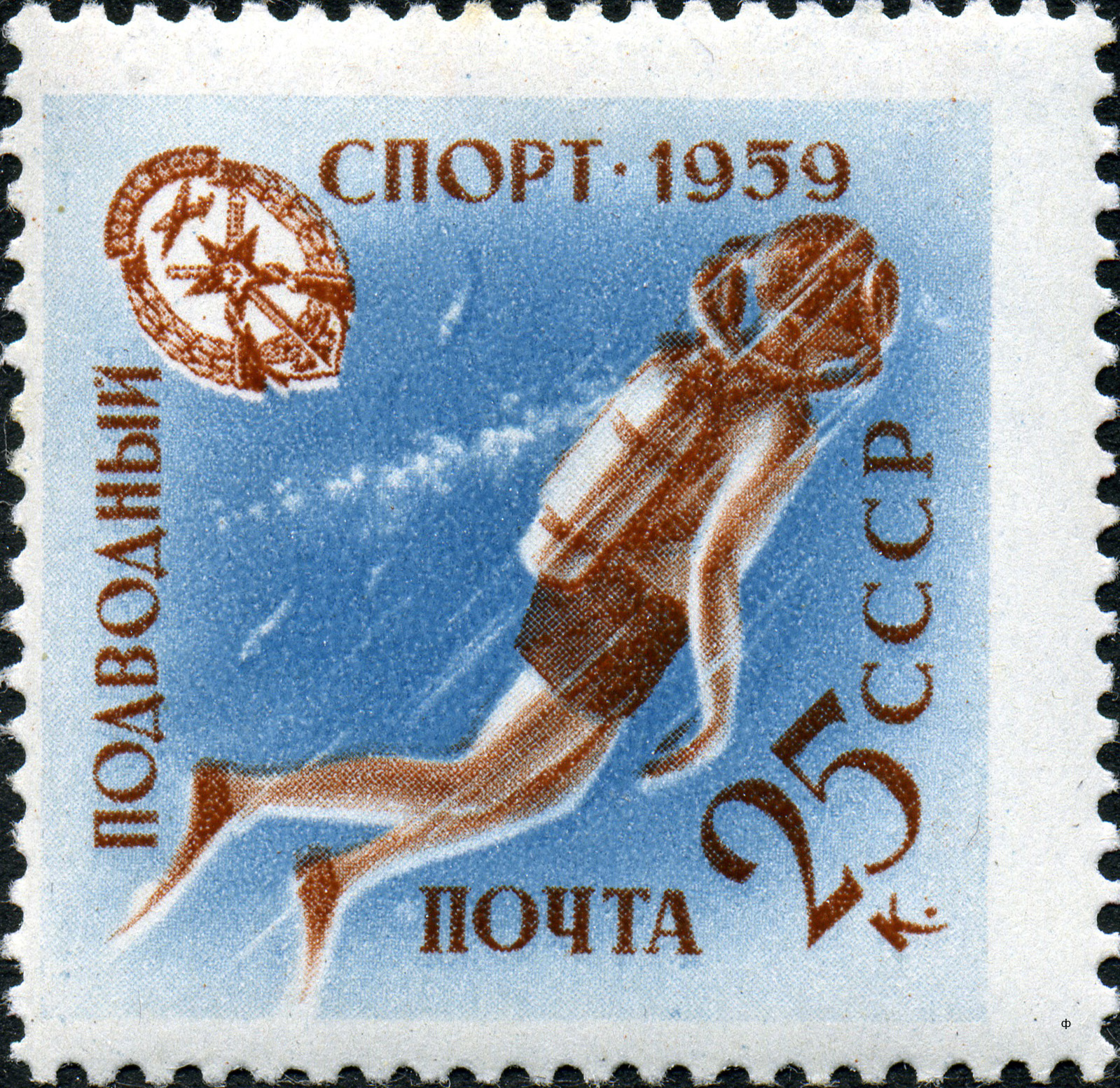
Selo da União Soviética, 1959: desportos aquáticos/

Os desportos subaquáticos (do inglês Underwater sports) incluem uma gama de esportes que incluem equipamentos para mergulho.
Geralmente são relacionados a esportes com bola, esportes de tiro, ou esportes de velocidade.
Estes esportes são regidos pela Sub-Aqua Association.